# Élections législatives de 1877 dans l'Aisne
Les élections législatives françaises de 1877 se déroulent les 14 et 28 octobre 1877. Dans le département de l'Aisne, huit députés sont à élire dans le cadre de huit circonscriptions.

## Élus
|   | Circonscription | Député sortant        |  | Parti               | Député élu ou réélu   |  | Parti               |
| - | --------------- | --------------------- |  | ------------------- | --------------------- |  | ------------------- |
| = | Château-Thierry | Edmond de Tillancourt |  | Centre-gauche       | Edmond de Tillancourt |  | Centre-gauche       |
| = | Laon-1          | Aimé Leroux           |  | Centre-gauche       | Aimé Leroux           |  | Centre-gauche       |
| = | Laon-2          | Charles Fouquet       |  | Centre-gauche       | Charles Fouquet       |  | Centre-gauche       |
| = | Saint-Quentin-1 | Henri Villain         |  | Gauche républicaine | Henri Villain         |  | Gauche républicaine |
| = | Saint-Quentin-2 | François Malézieux    |  | Gauche républicaine | François Malézieux    |  | Gauche républicaine |
| = | Soissons        | Victor Deviolaine     |  | Constitutionnel     | Étienne Choron        |  | Centre-gauche       |
| = | Vervins-1       | Joseph Soye           |  | Gauche républicaine | Camille Godelle*      |  | Bonapartiste*       |
| = | GR-2            | Edmond Turquet        |  | Gauche républicaine | Edmond Turquet        |  | Gauche républicaine |

*L'élection de Camille Godelle est invalidée le 8 février 1878 par la Chambre des députés. En conséquence, une élection législative est organisée le 7 avril 1878. Ce nouveau scrutin est remporté par Joseph Soye, par 7 738 suffrages contre 7 377 au député sortant.

## Résultats

### Résultats à l'échelle du département
|                | Gauche républicaine  | 45 859  | 36,69  | 3 |  |  |
|                | Centre-gauche        | 36 560  | 29,25  | 4 |  |  |
|                | Républicains         | 82 419  | 65,94  | 7 |  |  |
|                |                      |         |        |   |  |  |
|                | Monarchistes         | 20 047  | 16,04  | 0 |  |  |
|                | Constitutionnels     | 11 887  | 9,51   | 0 |  |  |
|                | Bonapartistes        | 10 163  | 8,13   | 1 |  |  |
|                | Droites monarchistes | 42 097  | 33,68  | 1 |  |  |
|                |                      |         |        |   |  |  |
|                | Divers               | 580     | 0,46   |   |  |  |
|                |                      |         |        |   |  |  |
| Inscrits       | Inscrits             | 149 041 | 100,00 |   |  |  |
| Abstentions    | Abstentions          | 23 011  | 15,44  |   |  |  |
| Votants        | Votants              | 126 030 | 84,56  |   |  |  |
| Blancs et nuls | Blancs et nuls       | 994     | 0,79   |   |  |  |
| Exprimés       | Exprimés             | 125 036 | 99,21  |   |  |  |

### Résultats par circonscription

#### Circonscription de Château-Thierry
- Député sortant : Edmond de Tillancourt (Centre-gauche), réélu.

|                  | Edmond de Tillancourt* | Centre gauche  | 10 226 | 71,06  |  |  |
|                  | Oscar Pille            | Monarchiste    | 4 129  | 28,69  |  |  |
|                  | Autres                 |                | 35     | 0,24   |  |  |
|                  |                        |                |        |        |  |  |
| Inscrits         | Inscrits               | Inscrits       | 16 988 | 100,00 |  |  |
| Abstentions      | Abstentions            | Abstentions    | 2 538  | 14,94  |  |  |
| Votants          | Votants                | Votants        | 14 450 | 85,06  |  |  |
| Blancs et nuls   | Blancs et nuls         | Blancs et nuls | 60     | 0,42   |  |  |
| Exprimés         | Exprimés               | Exprimés       | 14 390 | 99,58  |  |  |
| * député sortant |                        |                |        |        |  |  |

#### Première circonscription de Laon
- Député sortant : Aimé Leroux (Centre-gauche), réélu.

|                | Aimé Leroux*      | Centre gauche   | 14 853 | 77,39  |  |  |
|                | Albin de Grilleau | Constitutionnel | 4 271  | 22,25  |  |  |
|                | Autres            |                 | 68     | 0,35   |  |  |
|                |                   |                 |        |        |  |  |
| Inscrits       | Inscrits          | Inscrits        | 22 954 | 100,00 |  |  |
| Abstentions    | Abstentions       | Abstentions     | 3 668  | 15,98  |  |  |
| Votants        | Votants           | Votants         | 19 286 | 84,02  |  |  |
| Blancs et nuls | Blancs et nuls    | Blancs et nuls  | 94     | 0,49   |  |  |
| Exprimés       | Exprimés          | Exprimés        | 19 192 | 99,51  |  |  |

#### Seconde circonscription de Laon
- Député sortant : Charles Fouquet (Centre-gauche), réélu.

|                  | Charles Fouquet* | Centre gauche  | 11 481 | 59,18  |  |  |
|                  | René Jacquemart  | Monarchiste    | 7 864  | 40,54  |  |  |
|                  | Autres           |                | 114    | 0,59   |  |  |
|                  |                  |                |        |        |  |  |
| Inscrits         | Inscrits         | Inscrits       | 22 887 | 100,00 |  |  |
| Abstentions      | Abstentions      | Abstentions    | 3 408  | 14,89  |  |  |
| Votants          | Votants          | Votants        | 19 479 | 85,11  |  |  |
| Blancs et nuls   | Blancs et nuls   | Blancs et nuls | 80     | 0,41   |  |  |
| Exprimés         | Exprimés         | Exprimés       | 19 399 | 99,59  |  |  |
| * député sortant |                  |                |        |        |  |  |

#### Première circonscription de Saint-Quentin
- Député sortant : Henri Villain (Gauche républicaine).

|                  | Henri Villain*               | Gauche républicaine | 10 144 | 78,66  |  |  |
|                  | François Elie Blain-Mariolle | Bonapartiste        | 2 683  | 20,80  |  |  |
|                  | Autres                       |                     | 69     | 0,54   |  |  |
|                  |                              |                     |        |        |  |  |
| Inscrits         | Inscrits                     | Inscrits            | 16 176 | 100,00 |  |  |
| Abstentions      | Abstentions                  | Abstentions         | 3 023  | 18,69  |  |  |
| Votants          | Votants                      | Votants             | 13 153 | 81,31  |  |  |
| Blancs et nuls   | Blancs et nuls               | Blancs et nuls      | 257    | 1,95   |  |  |
| Exprimés         | Exprimés                     | Exprimés            | 12 896 | 98,05  |  |  |
| * député sortant |                              |                     |        |        |  |  |

#### Seconde circonscription de Saint-Quentin
- Député sortant : François Malézieux (Gauche républicaine), réélu.

|                  | François Malézieux* | Gauche républicaine | 11 275 | 72,28  |  |  |
|                  | M. Mauduit de Fay   | Monarchiste         | 4 284  | 27,46  |  |  |
|                  | Autres              |                     | 41     | 0,26   |  |  |
|                  |                     |                     |        |        |  |  |
| Inscrits         | Inscrits            | Inscrits            | 18 664 | 100,00 |  |  |
| Abstentions      | Abstentions         | Abstentions         | 2 967  | 15,90  |  |  |
| Votants          | Votants             | Votants             | 15 697 | 84,10  |  |  |
| Blancs et nuls   | Blancs et nuls      | Blancs et nuls      | 97     | 0,62   |  |  |
| Exprimés         | Exprimés            | Exprimés            | 15 600 | 99,38  |  |  |
| * député sortant |                     |                     |        |        |  |  |

#### Circonscription de Soissons
- Député sortant : Victor Deviolaine (Constitutionnel).
- Député élu : Étienne Choron (Centre-gauche).

|                  | Étienne Choron     | Centre gauche   | 8 706  | 53,26  |  |  |
|                  | Victor Deviolaine* | Constitutionnel | 7 616  | 46,59  |  |  |
|                  | Autres             |                 | 25     | 0,15   |  |  |
|                  |                    |                 |        |        |  |  |
| Inscrits         | Inscrits           | Inscrits        | 18 424 | 100,00 |  |  |
| Abstentions      | Abstentions        | Abstentions     | 2 007  | 10,89  |  |  |
| Votants          | Votants            | Votants         | 16 417 | 89,11  |  |  |
| Blancs et nuls   | Blancs et nuls     | Blancs et nuls  | 70     | 0,43   |  |  |
| Exprimés         | Exprimés           | Exprimés        | 16 347 | 99,57  |  |  |
| * député sortant |                    |                 |        |        |  |  |

#### Première circonscription de Vervins
- Député sortant : Joseph Soye (Gauche républicaine).
- Député élu : Camille Godelle (Bonapartiste).

|                  | Camille Godelle* | Bonapartiste        | 7 480  | 51,92  |  |  |
|                  | Joseph Soye*     | Gauche républicaine | 6 926  | 48,08  |  |  |
|                  |                  |                     |        |        |  |  |
| Inscrits         | Inscrits         | Inscrits            | 16 828 | 100,00 |  |  |
| Abstentions      | Abstentions      | Abstentions         | 2 295  | 13,64  |  |  |
| Votants          | Votants          | Votants             | 14 533 | 86,36  |  |  |
| Blancs et nuls   | Blancs et nuls   | Blancs et nuls      | 127    | 0,87   |  |  |
| Exprimés         | Exprimés         | Exprimés            | 14 406 | 99,13  |  |  |
| * député sortant |                  |                     |        |        |  |  |

#### Seconde circonscription de Vervins
- Député sortant : Edmond Turquet (Gauche républicaine), réélu.

|                  | Edmond Turquet*   | Gauche républicaine | 8 808  | 68,78  |  |  |
|                  | M. Lenain-Proyart | Monarchiste         | 3 770  | 29,44  |  |  |
|                  | Curé Dupont       | Divers              | 76     | 0,59   |  |  |
|                  | Autre             |                     | 152    | 1,19   |  |  |
|                  |                   |                     |        |        |  |  |
| Inscrits         | Inscrits          | Inscrits            | 16 120 | 100,00 |  |  |
| Abstentions      | Abstentions       | Abstentions         | 3 064  | 19,01  |  |  |
| Votants          | Votants           | Votants             | 13 056 | 80,99  |  |  |
| Blancs et nuls   | Blancs et nuls    | Blancs et nuls      | 250    | 1,91   |  |  |
| Exprimés         | Exprimés          | Exprimés            | 12 806 | 98,09  |  |  |
| * député sortant |                   |                     |        |        |  |  |

## Rappel des résultats départementaux des élections de 1876

### Élus en 1876
| Circ.            | Élu(e) | Élu(e)              | Élu(e)                 | Élu(e)               | Élu(e)               | Battu(e) (seconde place) | Battu(e) (seconde place) | Battu(e) (seconde place) | Battu(e) (seconde place) | Battu(e) (seconde place) |
| Circ.            | Parti  | Parti               | Nom                    | % suffrages exprimés | % suffrages exprimés | Parti                    | Parti                    | Nom                      | % suffrages exprimés     | % suffrages exprimés     |
| Circ.            | Parti  | Parti               | Nom                    | 1er tour             | 2e tour              | Parti                    | Parti                    | Nom                      | 1er tour                 | 2e tour                  |
| ---------------- | ------ | ------------------- | ---------------------- | -------------------- | -------------------- | ------------------------ | ------------------------ | ------------------------ | ------------------------ | ------------------------ |
| Château-Thierry  |        | Centre-gauche       | Edmond de Tillancourt* | 100,00 %             | -                    | Pas d'adversaire         | Pas d'adversaire         | Pas d'adversaire         | Pas d'adversaire         | Pas d'adversaire         |
| Laon-1           |        | Centre-gauche       | Aimé Leroux*           | 90,20 %              | -                    |                          | Monarchiste              | René de La Tour du Pin   | 9,80 %                   | -                        |
| Laon-2           |        | Centre-gauche       | Charles Fouquet*       | 61,70 %              | -                    |                          | Bonapartiste             | Ernest Hébert            | 38,30 %                  | -                        |
| Saint-Quentin-1  |        | Gauche républicaine | Henri Villain*         | 100,00 %             | -                    | Pas d'adversaire         | Pas d'adversaire         | Pas d'adversaire         | Pas d'adversaire         | Pas d'adversaire         |
| Saint-Quentin-2  |        | Gauche républicaine | François Malézieux*    | 100,00 %             | -                    | Pas d'adversaire         | Pas d'adversaire         | Pas d'adversaire         | Pas d'adversaire         | Pas d'adversaire         |
| Soissons         |        | Constitutionnel     | Victor Deviolaine      | 60,37 %              | -                    |                          | Centre-gauche            | Étienne Choron           | 39,63 %                  | -                        |
| Vervins-1        |        | Gauche républicaine | Joseph Soye*           | 100,00 %             | -                    | Pas d'adversaire         | Pas d'adversaire         | Pas d'adversaire         | Pas d'adversaire         | Pas d'adversaire         |
| Vervins-2        |        | Gauche républicaine | Edmond Turquet*        | 78,09 %              | -                    |                          | Monarchiste              | M. Lenain                | 21,91 %                  | -                        |
| * député sortant |        |                     |                        |                      |                      |                          |                          |                          |                          |                          |